# Джийде (Ноокатский район)
Джийде (кирг. Жийде) — село в Ноокатском районе Ошской области Кыргызстана. Входит в состав Кызыл-Октябрьского айылного аймака.

## География
Село расположено в западной части области, на расстоянии приблизительно 14 километров (по прямой) к западо-северо-западу от города Ноокат, административного центра района. Абсолютная высота — 1339 метров над уровнем моря.

## Население
Согласно оценочным данным Национального статистического комитета Кыргызской Республики, численность населения села на начало 2023 года составляла 5772 человека.
| год     | 2009 | 2014 | 2015 | 2020 | 2021 | 2023 |
| ------- | ---- | ---- | ---- | ---- | ---- | ---- |
| человек | 3719 | 4146 | 4192 | 5108 | 5443 | 5772 |